# Antonio Rodrigo Antón
Antonio Rodrigo Antón (ur. 8 lipca 1913 w Velamazán, zm. 16 sierpnia 1936 Fuente el Fresno) – hiszpański franciszkanin, alumn, męczennik chrześcijański i błogosławiony Kościoła rzymskokatolickiego.

## Biografia
Urodzony w Velamazán (prowincja Soria) 8 lipca 1913 roku. Rodzice Lorenzo i Julia prowadzili gospodarstwo rolne. Rodzina była religijna. Trzech braci matki było księżmi. Między 12 a 15 rokiem życia Antonio wypasał bydło swojego ojca. Prowadził dziennik duchowy. W 1928 roku postanowił wstąpić do niższego seminarium duchownego prowadzonego przez franciszkanów w Alcázar de San Juan (Ciudad Real). Od 1929 kontynuował naukę w kolegium franciszkańskim w La Puebla de Montalbán (Toledo). 1 września 1930 roku przyjął habit i rozpoczął nowicjat w Arenas de San Pedro (Ávila). Pierwszą profesję zakonną złożył 2 września 1931 roku. Został skierowany na studia przygotowujące do przyjęcia święceń kapłańskich.
Studiował najpierw filozofię w Pastranie (Guadalajara), a od 1936 roku teologię w Consuegra (Toledo). Ze względu stale wiszący nad nim obowiązek odbycia służby wojskowej nie mógł złożyć ślubów wieczystych ani przyjąć święceń. Chciał poprosić o wyjazd na misje na Filipiny. Uczył się języka angielskiego. Wytrwale czytał Biblię. Był autorem kilku krótkich szkiców dotyczących mistyki franciszkańskiej. Zachowały się listy do członków rodziny, w których zachęcał do wstąpienia do zakonu dwóch swoich braci. Bracia wstąpili, ale nie wytrwali i po jakimś czasie opuścili klasztor. Antonio, pomimo wzrastającego napięcia społecznego i politycznego w Hiszpanii, a następnie wybuchu wojny domowej, nie opuścił seminarium. Został rozstrzelany wraz ze współbraćmi z konwentu w Boca de Balondillo (Fuente el Fresno, Ciudad Real) 16 sierpnia 1936 roku.

## Beatyfikacja
Brat kleryk Antonio Rodrigo Antón OFM został ogłoszony błogosławionym wraz z innymi 497 męczennikami hiszpańskimi przez papieża Benedykta XVI na Placu Świętego Piotra 28 października 2007 roku. Mszy przewodniczył prefekt Kongregacji Spraw Kanonizacyjnych kardynał José Saraiva Martins.
Wspomnienie liturgiczne obchodzone jest jako obowiązkowe przez zakony franciszkańskie na terenie Hiszpanii, przypada 6 listopada.